# Registre quantique
Dans le domaine de l'informatique quantique, un registre quantique est un registre composé de plusieurs qubits. Il est l'équivalent quantique d'un registre classique.

## Définition
Un registre quantique de taille {\displaystyle n} est un système quantique comprenant {\displaystyle n} qubits.
Il peut être représenté sous la forme d'un espace de Hilbert, {\displaystyle {\mathcal {H}}}, dans lequel les données stockées sont sous la forme:
{\displaystyle {\mathcal {H}}={\mathcal {H_{n-1}}}\otimes {\mathcal {H_{n-2}}}\otimes \ldots \otimes {\mathcal {H_{0}}}}.

## Registre quantique vs. registre classique
Tout d'abord, il y a une différence conceptuelle entre le registre quantique et classique.
Un registre classique de taille {\displaystyle n} se compose d'un tableau de {\displaystyle n} bascules. Un registre quantique de taille {\displaystyle n} est simplement une collection de {\displaystyle n} qubits.
De plus, alors qu'un registre classique de taille {\displaystyle n} est capable de stocker une seule valeur de la {\displaystyle 2^{n}} possibilités engendrées par {\displaystyle n} bits, un registre quantique est capable de stocker tous les {\displaystyle 2^{n}} possibilités engendrées par ses qubits en même temps.
Par exemple, prenons un registre de 2 bits. Un registre classique est capable de stocker une seule des valeurs possibles représentées par 2 bits - {\displaystyle 00,01,10,11\quad (0,1,2,3)} en conséquence.
Si nous prenons 2 qubits dans un état de superposition: 
{\displaystyle |a_{0}\rangle ={\frac {1}{\sqrt {2}}}(|0\rangle +|1\rangle )} et {\displaystyle |a_{1}\rangle ={\frac {1}{\sqrt {2}}}(|0\rangle -|1\rangle )}
Sa définition implique que:
{\displaystyle |a\rangle =|a_{0}\rangle \otimes |a_{1}\rangle ={\frac {1}{2}}(|00\rangle -|01\rangle +|10\rangle -|11\rangle )}
On observe donc que le qubit est implicitement capable de stocker toutes les valeurs simultanément.